# Алжир на Летњим олимпијским играма 1972.
Алжир је на Летњим олимпијским играма учествовао трећи пут. На Олимпијским играма 1972. у Минхену у Западној Немачкој учествовао је са 5 спортиста, који су се такмичили у два појединачна спорта.
Заставу Алжира на свечаном отварању Олимпијских игара 1972. носио је атлетичар Азедин Азузи.
Алжирски олимпијски тим је остао у групи екипа које нису освајале медаље на олимпијским играма.

## Учесници по дисциплинама
| Спорт     | Мушкарци | Жене | Укупно |
| --------- | -------- | ---- | ------ |
| Атлетика  | 4        | 0    | 4      |
| Бокс      | 1        | 0    | 1      |
| Укупно(2) | 5        | 0    | 5      |

## Резултати

### Атлетика

#### Мушкарци
| Атлетичар               | Дисциплина       | Група    | Група         | Полуфинале           | Полуфинале           | Финале               | Финале        | Детаљи |
| Атлетичар               | Дисциплина       | Резултат | Место         | Резултат             | Место                | Резултат             | Место         | Детаљи |
| ----------------------- | ---------------- | -------- | ------------- | -------------------- | -------------------- | -------------------- | ------------- | ------ |
| Mohamed Sid Ali Djouadi | 800 м            | 1:50,4   | 5 у гр. 2     | Није се квалификовао | Није се квалификовао | Није се квалификовао | 41. / 58 (61) |        |
| Азедин Азузи            | 800 м            | 1:49,4   | 3. у гр. 1 КВ | 1:49,4               | 6 у гр 1             | Није се квалификовао | 17. / 58 (61) |        |
| Азедин Азузи            | 1.500 м          | 3:46,4   | 7. у гр. 7    | Није се квалификовао | Није се квалификовао | Није се квалификовао | 46. / 64      |        |
| Mohamed Kacemi          | 1.500 м          | 3:45,2   | 8. у гр 1     | Није се квалификовао | Није се квалификовао | Није се квалификовао | 42. / 64      |        |
| Boualem Rahoui          | 5.000 м          | 13:45,0  | 8. у гр.3     |                      |                      | Није се квалификовао | 33. /61       |        |
| Boualem Rahoui          | 3.000 м препреке | 8:41,0   | 7. у гр 5     |                      |                      | Није се квалификовао | =26 /48 (49)  |        |

### Бокс

#### Мушкарци
| Боксер        | Дисциплина            | Коло 32 такмичара  | коло 16 такмичара                        | Четвртфинале                             | Полуфинале                                   | Финале               | Финале               | Детаљи |
| Боксер        | Дисциплина            | Противник Резултат | Противник Резултат                       | Противник Резултат                       | Противник Резултат                           | Противник Резултат   |                      | Детаљи |
| ------------- | --------------------- | ------------------ | ---------------------------------------- | ---------------------------------------- | -------------------------------------------- | -------------------- | -------------------- | ------ |
| Loucif Hamani | полусредња (до 71 кг) |                    | Хосе Антонио Колон · Порторико · поб 5:0 | Ентони Ричардсон · Холандија · поб TKO-2 | Алан Минтер · Уједињено Краљевство · пор 1:4 | Није се квалификовао | Није се квалификовао |        |